# Calamactinia
Calamactinia is een geslacht van zeeanemonen uit de klasse van de Anthozoa (bloemdieren).

## Soort
- Calamactinia goughiensis Carlgren, 1949